# سيمون سلوغا
سيمون سلوغا (بالكرواتية: Simon Sluga)‏ (17 مارس 1993 برييكا في كرواتيا - ) هو لاعب كرة قدم كرواتي في مركز حراسة المرمى. شارك مع منتخب كرواتيا تحت 17 سنة لكرة القدم ومنتخب كرواتيا تحت 19 سنة لكرة القدم ومنتخب كرواتيا تحت 20 سنة لكرة القدم ومنتخب كرواتيا تحت 21 سنة لكرة القدم. أما مع النوادي، فقد لعب مع نادي رييكا ونادي سبيزيا ونادي لوكوموتيفا ويوفنتوس وNK Pomorac 1921 ‏.

## وصلات خارجية
- سيمون سلوغا على موقع الاتحاد الدولي (مؤرشف)  (الإنجليزية)
- سيمون سلوغا على موقع الاتحاد الدولي (مؤرشف)  (الإنجليزية)
- سيمون سلوغا على موقع الاتحاد الأوربي (الإنجليزية)
- سيمون سلوغا على موقع اتحاد كرواتيا (الكرواتية)
- سيمون سلوغا على موقع قاعدة بيانات كرة القدم.إي يو (الإنجليزية)
- سيمون سلوغا على موقع بيانات كرة القدم. دي إي (الألمانية)
- سيمون سلوغا على موقع ناشيونال فوتبول تيمز (الإنجليزية)
- سيمون سلوغا على موقع Soccerbase.com (لاعب) (الإنجليزية)
- سيمون سلوغا على موقع Soccerway.com (الإنجليزية)
- سيمون سلوغا على موقع عالم كرة القدم.نت (الإنجليزية)